# Thammaca coriacea
Thammaca coriacea là một loài nhện trong họ Salticidae.
Loài này thuộc chi Thammaca. Thammaca coriacea được Eugène Simon miêu tả năm 1902.